# 大つごもり (小説)
『大つごもり』（おおつごもり）は、樋口一葉の短編小説。1894年（明治27年）12月、『文學界』第23号に発表し、1896年（明治29年）2月には『太陽』（博文館）に再掲載された。井原西鶴の文体や発想を意識的に取り入れた最初の作品で、一葉が写実性を深め、はじめてその独特の作風を獲得した作品だと位置づけられている。
女中のお峰を主人公に、貧乏のもとに生まれた人たちが背負っていかなければならない人生を描いており、一葉自身の貧困生活の体験から生まれた作品だといわれている。「大つごもり」は大晦日の意味。

## 作品背景
1894年（明治27年）5月、一葉は前年8月から荒物雑貨・駄菓子店を営んでいた下谷龍泉寺町（現・台東区竜泉）から本郷区丸山福山町（現・文京区西片）へ転居した。その丸山福山町の家で一葉は執筆に専念し、「やみ夜」（「暗夜」）に続いて『文学界』に「大つごもり」を掲載。翌1895年（明治28年）には後に代表作と評される「たけくらべ」を発表している。
山村家に女中奉公に出るお峰の大晦日近辺を描き、お峰と作者自身を重ね合わせて明治期の貧しい女性の悲哀を浮かび上がらせている。実際、富裕階級の娘らが集まっていた「萩の舎」（師匠の中島歌子の私塾）で2円の金がなくなった時に、一葉に嫌疑がかかったことがあったという。
未定稿などの肉筆原稿は日本近代文学館に所蔵されている。

## あらすじ
幼い頃に父母を亡くし、貧しい八百屋の伯父・安兵衛に引き取られて17歳まで育てられたお峰は、伯父の負担を少なくし家計を助けるために18歳になると資産家の山村家の女中奉公人となる。小言や辛い仕事に耐える奉公生活を懸命にこなし、やっと12月にお暇がもらえたため、初音町にある伯父の家へ帰宅する。そこで病気の伯父から、田町の高利貸しから借りた10円の期限が迫っているのでおどり（期間延長のための金銭）を払うことを頼まれ、山村家から給金の前借りをする約束をする。弟同然に可愛がっていた8歳の従弟・三之助も痩せ細りながら、父親の薬代を稼ぐため寒空の中、蜆を売り歩いていた。
山村家の息子・石之助は、継母（御新造）と折り合いが悪く、父の愛も薄く養子に出されそうになり15歳の頃からグレ始め、ごろつき仲間と派手に遊んだり伊皿子あたりの貧乏人に金を恵んで散財したりする生活で、金がつきると家に帰ってきてまた金を無心に来る放蕩者だった。石之助が家に来て機嫌が悪くなった御新造は、先日はお峰の前借りの申し出を承知したようなことを言ったにもかかわらず、忘れたふりをし「私は毛頭も覚え無き事」とお峰に金を貸してくれない。いたいけな三之助がお金を受け取りにやって来て、切羽詰まったお峰は、その大晦日の日に仕方なく硯の引き出しの札束の中から1円札2枚を盗んでしまう。
一方、夜になると石之助は、帰宅した父親の大旦那から金を無心し50円の札束を受け取って出ていった。その後、大勘定（大晦日の有り金を全て封印すること）のために、お峰が2円を盗んだことが露見しそうになる。お峰は伯父に罪をかぶせないがために、もし伯父の罪になったら自殺をする決心をした。ところが、大旦那が硯を開けると中には「引出しの分も拝借致し候　石之助」と書かれた一枚の紙切れだけがある。札束ごとなくなった金は石之助が盗んでいったため、はからずもお峰は助けられた形になった。

## 映像化作品
- 1953年：映画『にごりえ』 - 『十三夜』『大つごもり』『にごりえ』を原作とするオムニバス映画。監督：今井正。